# Rock Creek (Minnesota)
Rock Creek es una ciudad ubicada en el condado de Pine en el estado estadounidense de Minnesota. En el Censo de 2010 tenía una población de 1628 habitantes y una densidad poblacional de 14,51 personas por km².

## Geografía
Rock Creek se encuentra ubicada en las coordenadas 45°45′53″N 92°54′13″O / 45.76472, -92.90361. Según la Oficina del Censo de los Estados Unidos, Rock Creek tiene una superficie total de 112.19 km², de la cual 111.39 km² corresponden a tierra firme y (0.71%) 0.8 km² es agua.

## Demografía
Según el censo de 2010, había 1628 personas residiendo en Rock Creek. La densidad de población era de 14,51 hab./km². De los 1628 habitantes, Rock Creek estaba compuesto por el 96.99% blancos, el 0.37% eran afroamericanos, el 0.74% eran amerindios, el 0.55% eran asiáticos, el 0% eran isleños del Pacífico, el 0.12% eran de otras razas y el 1.23% pertenecían a dos o más razas. Del total de la población el 1.11% eran hispanos o latinos de cualquier raza.